# Aminata Aidara
Aminata Aidara, née le 20 mai 1984, est une journaliste et romancière italo-sénégalaise.

## Éléments biographiques
Aminata Aidara est née en 1984, d'une mère italienne et d'un père sénégalais, ce qui lui donne des origines peulh, mandingue et sarde. Elle effectue des études en littérature française et comparée à l’université Sorbonne Paris Cité, en co-tutelle avec l’université de Turin, jusqu'au doctorat, obtenu en 2016. Le titre de sa recherche est : Exister à bout de plume, la littérature des jeunes générations françaises issues de l'immigration au prisme de l'anthropologie littéraire. Pour le besoin de ces travaux, elle lance en 2011 le projet littéraire Exister à bout de plume, qui s'est concrétisé par un concours littéraire et la parution d'écrits de jeunes issus de l’immigration,,,.
Depuis 2009, elle publie des nouvelles en français ou en italien, dont, en 2014, le recueil La ragazza dal cuore di carta (en français La Fille au cœur du papier, Macchione editore), qui reçoit le prix Premio Chiara inediti 2014. Elle travaille également pour la revue Africultures, écrivant des critiques littéraires et menant des entretiens,. En 2018, elle publie chez Gallimard son premier roman, Je suis quelqu’un, sur le thème de secret d’une famille dispersée entre la France et le Sénégal, point de départ d'une réflexion sur les origines familiales,,.